# Ivana Batchelor
Ivana Elizabeth Batchelor (Quetzaltenango, 28 de octubre de 2000) es una modelo profesional guatemalteca que ha  participado en diversos concursos de belleza. Representó a su país en Miss Grand International 2020 donde quedó en tercer lugar. Fue coronada como Miss Universo Guatemala 2022 y representó a Guatemala en la competencia Miss Universo 2022.

## Biografía
Hija de padres estadounidenses, originarios del estado de Georgia, Ivana nació el 28 de octubre de 2000 en la ciudad de Quetzaltenango en el occidente de Guatemala. 
Habla español e inglés con mucha fluidez y realiza trabajos de traducción para estos dos idiomas. Es cofundadora de IB Model Agency, que es una agencia de formación y gestión de modelos en su país. Actualmente estudia Ciencias de la Comunicación.

## Trayectoria profesional

### Miss Grand Guatemala 2020
El 16 de marzo de 2020, Batchelor fue coronada Miss Grand Guatemala 2020. Siéndole entregada la corona por parte de Dannia Guevara y eso le permitió representar al país en el concurso internacional.

### Miss Grand Internacional 2020
El 27 de marzo de 2021, Batchelor representó a Guatemala en el concurso de Miss Grand Internacional 2020 donde compitió contra otras 62 candidatas en Show DC en Bangkok, Tailandia. En este certamen ganó puesto de segunda finalista y también se convirtió en una de los tres ganadoras en la categoría Mejor Traje Nacional.

## Miss Universo Guatemala 2022
El 3 de junio de 2022, Batchelor fue coronada como Miss Universo Guatemala 2022. En donde también sustituyó a Dannia Guevara, quien fue la que la coronó.

### Miss Universo 2022
Representó a Guatemala en Miss Universo 2022, donde logró clasificar al Top 16 de cuartofinalistas.